# Museus reials d'art i d'història

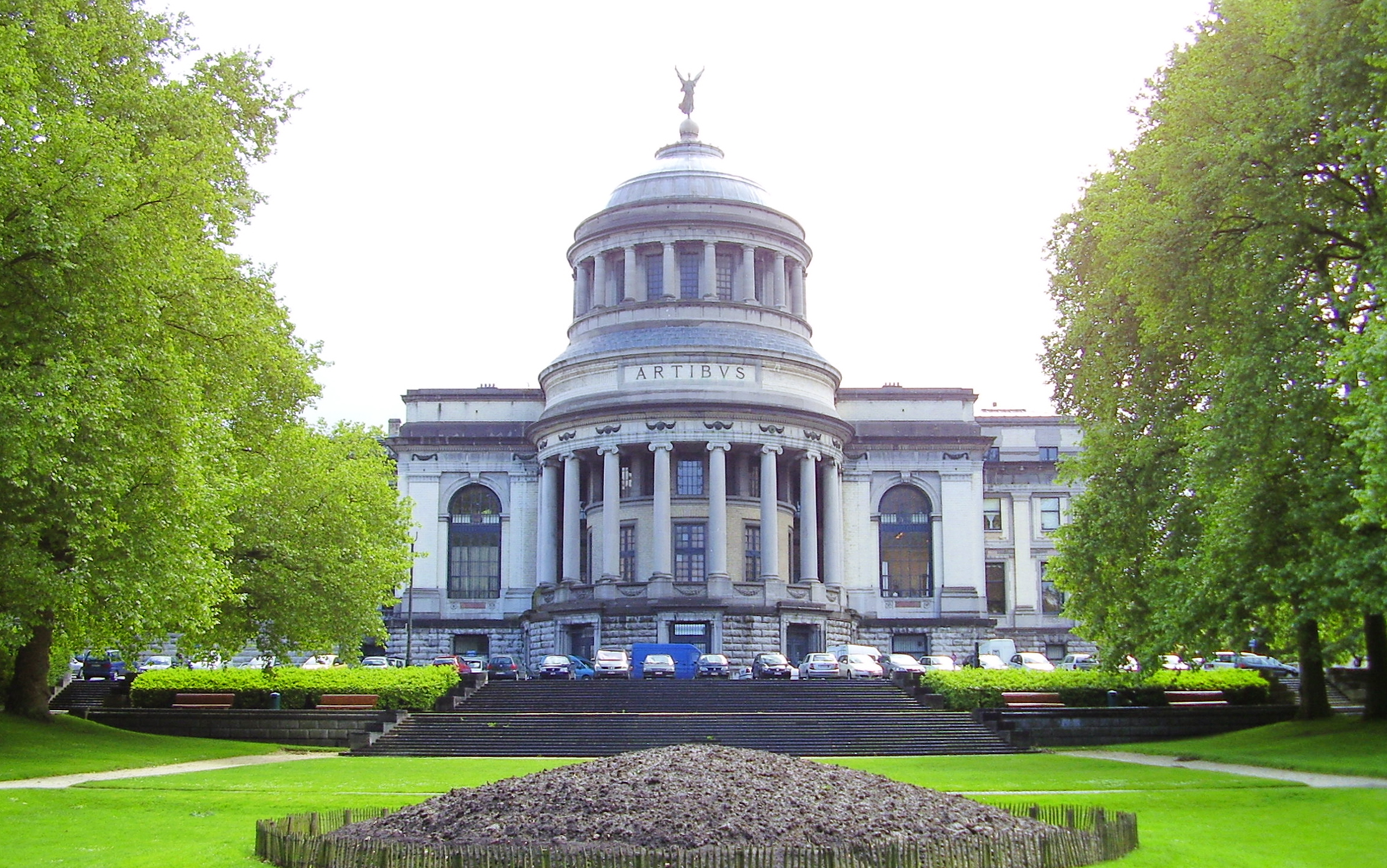
Museus reials d'art i d'història

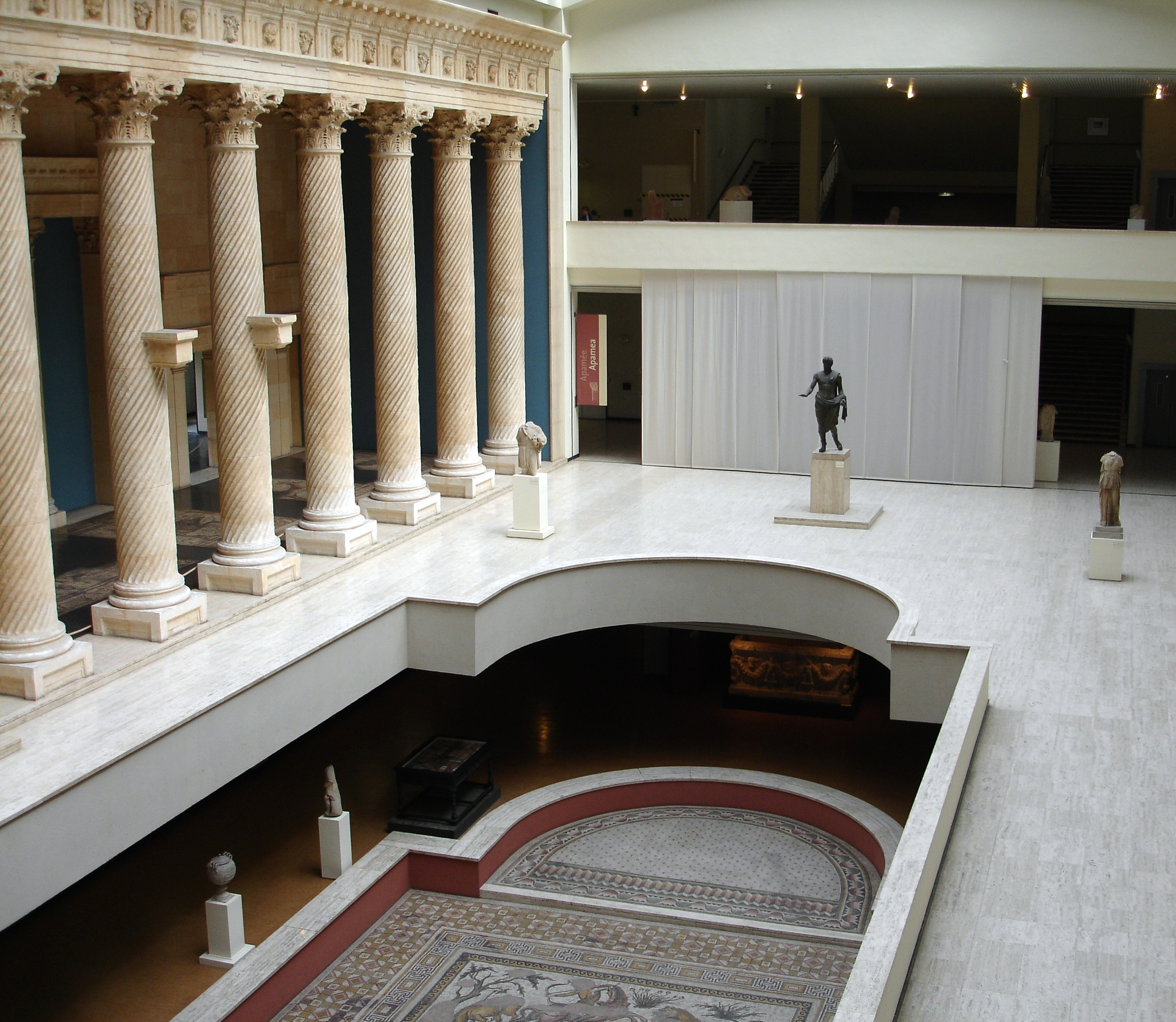
Gran sala de l'Antiguitat

Els museus reials d'Art i d'Història (MRAH) (Koninklijke Musea voor Kunst en Geschiedenis en neerlandès i Musées royaux d'art et d'histoire en francès) formen un conjunt de diversos museus famosos repartits per diferents emplaçaments a Brussel·les:
- El Museu del Cinquantennari
- El Museu de la Porta de Halle, vestigi del segon recinte de Brussel·les (1381) exposicions temporals
- El Museu d'instruments musicals, i nstal·lat en un antic gran magatzem en estil art nouveau, l'Old England.
- Els Museus de l'Extrem Orient compostos de la Torre japonesa, del Pavelló xinès i el museu d'art japonès situats a Laken.

## Història dels museus reials d'Art i d'Història
D'ençà el començament del segle xv fins al segle xvii, els regals diplomàtics, els records i altres curiositats oferts als ducs de Borgonya i després als Habsburg són exposats a l'«Arsenal reial», una gran sala situada prop del palau del Caudenberg. És en aquest lloc avui desaparegut que apareixen les primeres col·leccions actualment protegides als Museus reials d'Art i d'Història. El 1794, una gran part d'aquests objectes reunits durant segles és desgraciadament enviada, via Alemanya, als museus imperials de Viena.
El 1835, la jove Bèlgica, amoïnada per justificar històricament la seva existència com a nació independent, es dota d'un museu d'Armes antigues, d'Armadures, d'Objectes d'art i de Numismàtica, dirigit pel comte Amédée de Beauffort. Aquest instal·la les seves col·leccions al «Palau de la Indústria», l'actual ala esquerra dels museus reials de les Belles Arts.
El 1847, esdevingut museu reial d'Armadures, d'Antiguitats i d'Etnologia, la institució es trasllada cap a la Porte de Hal, un vestigi de l'antic recinte que envoltava abans Brussel·les i que acabava tot just de ser restaurat. Antoine-Guillaume-Bernard Schayes n'és el primer conservador en cap. Les col·leccions s'amplien ràpidament, degut sobretot a importants llegats com els efectuats per Gustave Hagemans (1861) i Émile de Meester de Ravestein (1874).
Fent-se La Porte de Hal massa exigua per protegir-hi el nombre d'objectes en creixement constant, es pren la decisió d'escindir les col·leccions. El 1889, sota la direcció del nou conservador en cap, Eugène van Overloop, els objectes antics són transferits al Palais du Cinquantenaire, construït per iniciativa de Leopold II. S'hi uneixen el 1906 les obres d'art etnogràfiques, mentre que les armes i armadures continuen estant exposades a la Porte de Hal. El nou conjunt museístic del Cinquantenaire és batejat Museus reials de les Arts decoratives i industrials.
El 1912, els museus són rebatejats musées royaux du Cinquantenaire, però la creació del Musée Royal de l'Armée et de l'Histoire Militaire el 1922 obliga les autoritats, amoïnades per evitar confusions, d'escollir el nom, definitiu aquesta vegada, de museus reials d'Art i d'Història. Aquesta denominació es fa oficial d'ençà 1929.
És el 1922 que apareix el Servei educatiu, seguit dos anys més tard per la «Botiga d'Imatges d'Art». El 1925, Eugène van Overloop cedeix la seva plaça de conservador en cap a l'egiptòleg Jean Capart. Aquest fa del museus reials d'Art i d'Història una institució científica de primer pla. El període d'entreguerres és un període fast per al museu, que veu ampliar-se les seves col·leccions, augmentar el seu pressupost i néixer diversos centres d'estudis (Fundació d'egiptologia Reine Élisabeth, Societat dels americanistes, Institut dels alts estudis xinesos...), mentre que s'organitzen diverses expedicions científiques, entre les quals la portada per Henry Lavachery a l'illa de Pasqua el 1935, a bord del vaixell escola Mercator.
La Segona Guerra Mundial va posar termini a aquest període d'expansió. Per evitar que fossin malmeses durant el conflicte, les col·leccions van ser amagades protegides. El 1942, Henry Lavachery succeeix a Jean Capart al capdavant de la institució, i agafa les regnes de la reorganització del museu d'ençà la fi del conflicte.
Per desgràcia, el 19 de febrer de 1946, una nova catàstrofe va colpir els Museus reials d'Art i d'Història. L'ala dreta del museu és destruïda per un incendi que aniquila una part de les col·leccions conservades en aquesta part de l'edifici. Caldran una vintena d'anys per reconstruir aquesta ala i esborrar els rastres d'aquesta tragèdia. El nou edifici no s'inaugura fins al 1966.
El comte Charles de Borchgrave d'Altena, conservador en cap de 1951 a 1963, després el seu successor Pierre Gilbert, dirigeixen aquests treballs de reconstrucció. En paral·lel, continuen enriquint les col·leccions del museu (citem, per exemple, l'adquisició de la continuació de tapisseries de la Història de Jacob) i reorganitzant-lo segons les regles modernes de la museografia.
Els conservadors en cap que es succeiran continuaran aquesta política de reorganització i de renovació de la institució. Sota la direcció de René de Roo, (1969-1984), d'Herman de Meulenaere (1984-1987), de Francis van Noten (1987-2000), d'Eliane de Wilde (2000) i d'Anne Cahen-Delhaye (2000-...), nombroses sales són restaurades, entre les quals la Salle aux Trésors i les sales consagrades a les arts decoratives gòtica, renaixentista i barroca.
El 2010 va rebre, juntament amb altres museus europeus, la condecoració del Orden de las Artes y las Letras de España, del Ministeri de Cultura Espanyol, en reconeixement de la tasca de protecció del patrimoni que va fer dins del Comité Internacional de Salvament dels Tresors Espanyols el febrer de 1939, protegint les obres a les seves instal·lacions.